# Conselho Nacional de Governo (Uruguai)
O Conselho Nacional de Governo (em castelhano:  Consejo Nacional de Gobierno) foi o órgão governante do Uruguai entre 1952 e 1967. Era composto por nove membros, dos quais seis eram do partido que recebia o maior número de votos nas eleições gerais e três do segundo colocado. Geralmente conhecido como sistema colegiado , existiu anteriormente como Conselho Nacional de Administração (em castelhano:  Consejo Nacional de Administración) entre 1918 e 1933. 